# Lescuraea julacea
Lescuraea julacea là một loài Rêu trong họ Leskeaceae. Loài này được Besch. & Cardot mô tả khoa học đầu tiên năm 1911.